# Бережа (приток Мологи)
Бережа — река в России, протекает в Рамешковском и Бежецком районах Тверской области. Устье реки находится в 410 км по правому берегу реки Молога. Длина реки составляет 33 км, площадь водосборного бассейна — 193 км².
В 2,8 км от устья справа в Бережу впадает Галчанка.

## Данные водного реестра
По данным государственного водного реестра России относится к Верхневолжскому бассейновому округу, водохозяйственный участок реки — Молога от истока и до устья, речной подбассейн реки — Реки бассейна Рыбинского водохранилища. Речной бассейн реки — (Верхняя) Волга до Куйбышевского водохранилища (без бассейна Оки).
Код объекта в государственном водном реестре — 08010200112110000005286.